# Havel Žalanský-Phaëthon
Havel Žalanský-Phaëthon (1567, Žalany – 10. března 1621, Praha) byl český protestantský duchovní a spisovatel.
Ordinován ke kazatelské službě byl v Zerbstu. Působil jako farář v Ledči nad Sázavou, Kutné Hoře a od roku 1615 do své smrti v Praze u sv. Jiljí.
Teologicky se klonil ke kalvinismu.
Sepsal přes dvacet českých spisů s teologickou, historickou a přírodovědnou tematikou.
Havel Žalanský zemřel ještě před vydáním mandátu o vypovězení nekatolických kněží a byl pohřben v kostele sv. Jiljí. V roce 1623, na počátku rekatolizace, byly jeho kosti vykopány a pohozeny na ulici.
Všechny jeho knihy byly zařazeny do indexu zakázaných knih, při pálení jeho spisů byla zpívána jezuity složená píseň, která v jedné sloce zatracuje Havla Žalanského současně s Janem Žižkou.